# Sonorazaur
Sonorazaur (Sonorasaurus thompsoni) – dinozaur z rodziny brachiozaurów (Brachiosauridae); jego nazwa znaczy jaszczur z (pustyni) Sonora.
Żył w okresie kredy (ok. 112-93 mln lat temu) na terenach Ameryki Północnej. Długość jego ciała wynosiła około 14–17 m, wysokość ok. 5,5–8 m, a masa ok. 32 t. Jego szczątki znaleziono w USA (w stanie Arizona).